# Ermita de la Verge de Gràcia de Castellfabib
Ermita de la Verge de Gràcia de Castellfabib és un edifici situat a aquesta població del Racó d'Ademús, catalogat com a Bé de Rellevància Local.

## Història
Castellfabib va ser l'única vila de la comarca del Racó d'Ademús que va acollir en el seu terme ordes monàstics. Una de les primeres a assentar-se va anar l'ordre Agustina, que va arribar a la vila en l'última dècada del segle xiv. Els agustins van fundar llavors el convent de Nostra Senyora de Gràcia, advocació característica d'aquesta congregació.
En el segle xvi els monjos agustins ja havien abandonat el monestir, les dependències del qual (claustre, refectori, etc.) aviat caurien en decadència. De tot el complex, en l'actualitat únicament queda dempeus la seva capella, convertida en ermita, sota el mateix títol que va ostentar originalment: Verge de Gràcia.
L'edifici és d'àmplies dimensions, especialment en comparació amb altres ermites del terme. Té una senzilla planta rectangular, de nau única, sense capelles laterals i amb un espaiós presbiteri. Aquest últim destaca en altura i es cobreix amb una interessant volta gòtica, en el centre de la qual ressalta un floró de traceries ricament esculpides. Posseïx una petita sagristia adossada al mur de l'Evangeli.
Donada la particular situació de l'església parroquial de Nostra Senyora dels Àngels de Castellfabib, que no permetia moltes inhumacions ni dintre ni fora del temple, l'ermita de Gràcia es convertiria, especialment des del segle xvi, en l'habitual lloc de soterrament en la vila. Aquesta tradició es manté actualment en el cementiri adossat al mur de l'edifici.